# William Stowe
William Arthur "Bill" Stowe (23. marts 1940 - 8. februar 2016) var en amerikansk roer og olympisk guldvinder.
Stowe vandt, som del af den amerikanske otter, en guldmedalje ved OL 1964 i Tokyo. Brødrene Joseph og Thomas Amlong, Boyce Budd, Emory Clark, Stanley Cwiklinski, Hugh Foley, Bill Knecht og styrmand Róbert Zimonyi udgjorde resten af bådens besætning. Amerikanerne vandt finalen overlegent foran Tyskland, der fik sølv, mens Tjekkoslovakiet tog bronzemedaljerne. Det var det eneste OL, Stowe deltog i.

## OL-medaljer
- 1964:  Guld i otter